# Fed Cup 2018
La Fed Cup de 2018 fue la 56.ª edición del torneo de tenis femenino más importante por naciones. Participaron ocho equipos en el Grupo Mundial y noventa en los diferentes grupos regionales.

## Movilidad entre grupos: 2017 a 2018
| · Alemania | · Bélgica | · Bielorrusia | · Estados Unidos | · Francia | · Países Bajos | · República Checa | · Suiza |
| ---------- | --------- | ------------- | ---------------- | --------- | -------------- | ----------------- | ------- |

| · Australia | · Canadá | · Eslovaquia | · España | · Italia | · Rumanía | · Rusia | · Ucrania |
| ----------- | -------- | ------------ | -------- | -------- | --------- | ------- | --------- |

## Grupo Mundial

### Equipos participantes
| Equipos participantes en el Grupo Mundial de 2018 | Equipos participantes en el Grupo Mundial de 2018 | Equipos participantes en el Grupo Mundial de 2018 | Equipos participantes en el Grupo Mundial de 2018 | Equipos participantes en el Grupo Mundial de 2018 | Equipos participantes en el Grupo Mundial de 2018 | Equipos participantes en el Grupo Mundial de 2018 | Equipos participantes en el Grupo Mundial de 2018 |
| Alemania                                          | Bélgica                                           | Bielorrusia                                       | Estados Unidos                                    | Francia                                           | Países Bajos                                      | República Checa                                   | Suiza                                             |
| ------------------------------------------------- | ------------------------------------------------- | ------------------------------------------------- | ------------------------------------------------- | ------------------------------------------------- | ------------------------------------------------- | ------------------------------------------------- | ------------------------------------------------- |

### Sorteo
- El sorteo del Grupo Mundial para la Fed Cup 2018 decretó los siguientes encuentros:

Cabezas de serie
1. Bielorrusia
2. Estados Unidos
3. República Checa
4. Francia

### Eliminatorias
|  | Cuartos de final                                 | Cuartos de final                                 | Cuartos de final                                 |                                                  |                                                  | Semifinales                                               | Semifinales                                               | Semifinales                                               |                                                           |                                                           | Final                                          | Final                                          | Final                                          |                                                |                                                |
|  | 10 al 11 de febrero                              | 10 al 11 de febrero                              | 10 al 11 de febrero                              |                                                  |                                                  | 21 al 22 de abril                                         | 21 al 22 de abril                                         | 21 al 22 de abril                                         |                                                           |                                                           | 10 al 11 de noviembre                          | 10 al 11 de noviembre                          | 10 al 11 de noviembre                          |                                                |                                                |
|  |                                                  |                                                  |                                                  |                                                  |                                                  |                                                           |                                                           |                                                           |                                                           |                                                           |                                                |                                                |                                                |                                                |                                                |
|  | Minsk, Bielorrusia, Dura (i), BLR 0-0 GER        |                                                  |                                                  |                                                  |                                                  |                                                           |                                                           |                                                           |                                                           |                                                           |                                                |                                                |                                                |                                                |                                                |
|  | 1                                                | Bielorrusia                                      | 2                                                |                                                  |                                                  |                                                           |                                                           |                                                           |                                                           |                                                           |                                                |                                                |                                                |                                                |                                                |
|  |                                                  | Alemania                                         | 3                                                |                                                  |                                                  | Stuttgart, Alemania, Tierra batida (i), GER 1-7 CZE       | Stuttgart, Alemania, Tierra batida (i), GER 1-7 CZE       | Stuttgart, Alemania, Tierra batida (i), GER 1-7 CZE       | Stuttgart, Alemania, Tierra batida (i), GER 1-7 CZE       | Stuttgart, Alemania, Tierra batida (i), GER 1-7 CZE       |                                                |                                                |                                                |                                                |                                                |
|  |                                                  |                                                  |                                                  |                                                  |                                                  | Alemania                                                  | 1                                                         |                                                           |                                                           |                                                           |                                                |                                                |                                                |                                                |                                                |
|  | Praga, República Checa, Dura (i), CZE 6-1 SUI    | Praga, República Checa, Dura (i), CZE 6-1 SUI    | Praga, República Checa, Dura (i), CZE 6-1 SUI    | Praga, República Checa, Dura (i), CZE 6-1 SUI    |                                                  | 3                                                         | República Checa                                           | 4                                                         |                                                           |                                                           |                                                |                                                |                                                |                                                |                                                |
|  | 3                                                | República Checa                                  | 3                                                |                                                  |                                                  |                                                           |                                                           |                                                           |                                                           |                                                           |                                                |                                                |                                                |                                                |                                                |
|  |                                                  | Suiza                                            | 1                                                |                                                  |                                                  |                                                           |                                                           |                                                           |                                                           |                                                           | Praga, República Checa, Dura (i), CZE 2-10 USA | Praga, República Checa, Dura (i), CZE 2-10 USA | Praga, República Checa, Dura (i), CZE 2-10 USA | Praga, República Checa, Dura (i), CZE 2-10 USA | Praga, República Checa, Dura (i), CZE 2-10 USA |
|  |                                                  |                                                  |                                                  |                                                  |                                                  |                                                           |                                                           |                                                           |                                                           |                                                           | 3                                              | República Checa                                | 3                                              |                                                |                                                |
|  | La Roche-sur-Yon, Francia, Dura (i), FRA 3-1 BEL | La Roche-sur-Yon, Francia, Dura (i), FRA 3-1 BEL | La Roche-sur-Yon, Francia, Dura (i), FRA 3-1 BEL | La Roche-sur-Yon, Francia, Dura (i), FRA 3-1 BEL | La Roche-sur-Yon, Francia, Dura (i), FRA 3-1 BEL |                                                           |                                                           |                                                           |                                                           |                                                           | 2                                              | Estados Unidos                                 | 0                                              |                                                |                                                |
|  |                                                  | Bélgica                                          | 2                                                |                                                  |                                                  |                                                           |                                                           |                                                           |                                                           |                                                           |                                                |                                                |                                                |                                                |                                                |
|  | 4                                                | Francia                                          | 3                                                |                                                  |                                                  | Aix-en-Provence, Francia, Tierra batida (i), FRA 2-11 USA | Aix-en-Provence, Francia, Tierra batida (i), FRA 2-11 USA | Aix-en-Provence, Francia, Tierra batida (i), FRA 2-11 USA | Aix-en-Provence, Francia, Tierra batida (i), FRA 2-11 USA | Aix-en-Provence, Francia, Tierra batida (i), FRA 2-11 USA |                                                |                                                |                                                |                                                |                                                |
|  |                                                  |                                                  |                                                  |                                                  | 4                                                | Francia                                                   | 2                                                         |                                                           |                                                           |                                                           |                                                |                                                |                                                |                                                |                                                |
|  | Asheville, Estados Unidos, Dura (i), USA 6-2 NED | Asheville, Estados Unidos, Dura (i), USA 6-2 NED | Asheville, Estados Unidos, Dura (i), USA 6-2 NED | Asheville, Estados Unidos, Dura (i), USA 6-2 NED |                                                  | 2                                                         | Estados Unidos                                            | 3                                                         |                                                           |                                                           |                                                |                                                |                                                |                                                |                                                |
|  |                                                  | Países Bajos                                     | 1                                                |                                                  |                                                  |                                                           |                                                           |                                                           |                                                           |                                                           |                                                |                                                |                                                |                                                |                                                |
|  | 2                                                | Estados Unidos                                   | 3                                                |                                                  |                                                  |                                                           |                                                           |                                                           |                                                           |                                                           |                                                |                                                |                                                |                                                |                                                |

## Repesca al Grupo Mundial
Los cuatro equipos perdedores de la primera ronda del Grupo Mundial, y los cuatro ganadores de las eliminatorias del Grupo Mundial II jugarán esta instancia. En esta instancia, los cuatro equipos ganadores jugarán en el Grupo Mundial I en el año 2019; los perdedores jugarán mientras tanto en el Grupo Mundial II.
Los cruces de cada una de las llaves enfrentarán a un equipo del Grupo Mundial I y del Grupo Mundial II.
| Perdedores Grupo Mundial - Bélgica - Bielorrusia - Países Bajos - Suiza | Ganadores Grupo Mundial II - Australia - Eslovaquia - Italia - Rumanía |

### Eliminatorias
- Fecha: 21 al 22 de abril

| Lugar                 | Superficie        | Equipo local    | Marcador | Equipo visitante |
| --------------------- | ----------------- | --------------- | -------- | ---------------- |
| Minsk, Bielorrusia    | Dura (i)          | Bielorrusia (1) | 3 - 2    | Eslovaquia       |
| Cluj-Napoca, Rumania  | Tierra batida (i) | Rumanía         | 3 - 1    | Suiza (2)        |
| Wollongong, Australia | Dura (i)          | Australia       | 4 - 1    | Países Bajos (3) |
| Génova, Italia        | Tierra batida     | Italia          | 0 - 4    | Bélgica (4)      |

## Grupo Mundial II

### Equipos participantes
| Equipos participantes en el Grupo Mundial II de 2018 | Equipos participantes en el Grupo Mundial II de 2018 | Equipos participantes en el Grupo Mundial II de 2018 | Equipos participantes en el Grupo Mundial II de 2018 | Equipos participantes en el Grupo Mundial II de 2018 | Equipos participantes en el Grupo Mundial II de 2018 | Equipos participantes en el Grupo Mundial II de 2018 | Equipos participantes en el Grupo Mundial II de 2018 |
| Australia                                            | Canadá                                               | Eslovaquia                                           | España                                               | Italia                                               | Rumania                                              | Rusia                                                | Ucrania                                              |
| ---------------------------------------------------- | ---------------------------------------------------- | ---------------------------------------------------- | ---------------------------------------------------- | ---------------------------------------------------- | ---------------------------------------------------- | ---------------------------------------------------- | ---------------------------------------------------- |

### Sorteo
- El sorteo de la Fed Cup 2018 decretó los siguientes cruces:

Cabezas de Serie
1. Rusia
2. Italia
3. Ucrania
4. Rumanía

### Eliminatorias
- Fecha: 10 al 11 de febrero

| Lugar                  | Superficie        | Equipo local | Marcador | Equipo visitante |
| ---------------------- | ----------------- | ------------ | -------- | ---------------- |
| Bratislava, Eslovaquia | Dura (i)          | Eslovaquia   | 4 - 1    | Rusia (1)        |
| Canberra, Australia    | Césped            | Australia    | 3 - 2    | Ucrania (3)      |
| Cluj-Napoca, Rumania   | Dura (i)          | Rumanía (4)  | 3 - 1    | Canadá           |
| Chieti, Italia         | Tierra batida (i) | Italia (2)   | 3 - 2    | España           |

## Repesca al Grupo Mundial II
Los cuatro equipos perdedores de la primera ronda del Grupo Mundial II, dos clasificados de la Zona Europa/África, y los ganadores de los Grupos Asia/Oceanía y Américas jugarán esta instancia. En esta instancia, los cuatro equipos ganadores jugarán en el Grupo Mundial II en el año 2019; los perdedores jugarán mientras tanto en sus respectivos grupos regionales.
| Perdedores Grupo Mundial II - Canadá - España - Rusia - Ucrania | Clasificados Grupo Regionales - Gran Bretaña - Japón - Letonia - Paraguay |

### Eliminatorias
- Fecha: 21 al 22 de abril

| Lugar                  | Superficie        | Equipo local | Marcador | Equipo visitante |
| ---------------------- | ----------------- | ------------ | -------- | ---------------- |
| Khanty-Mansiysk, Rusia | Tierra batida (i) | Rusia (1)    | 2 - 3    | Letonia          |
| Cartagena, España      | Tierra batida     | España (2)   | 3 - 1    | Paraguay         |
| Montreal, Canadá       | Dura (i)          | Canadá       | 3 - 2    | Ucrania (3)      |
| Miki, Japón            | Dura (i)          | Japón        | 3 - 2    | Gran Bretaña (4) |

## Grupos Regionales

### América
| Zona de América | Zona de América | Zona de América | Zona de América   | Zona de América | Zona de América | Zona de América | Zona de América |
| Grupo I         | Grupo I         | Grupo I         | Grupo I           | Grupo I         | Grupo I         | Grupo I         | Grupo I         |
| Argentina       | Brasil          | Chile           | Colombia          | Guatemala       | Paraguay        | Puerto Rico     | Venezuela       |
| Sin cambios     | Sin cambios     | Sin cambios     | Sin cambios       | Decrecimiento   | Sin cambios     | Sin cambios     | Decrecimiento   |
| Grupo II        | Grupo II        | Grupo II        | Grupo II          | Grupo II        | Grupo II        | Grupo II        | Grupo II        |
| Bahamas         | Barbados        | Bermudas        | Bolivia           | Costa Rica      | Cuba            | Ecuador         | Honduras        |
| Sin cambios     | Sin cambios     | Sin cambios     | Sin cambios       | Sin cambios     | Sin cambios     | Crecimiento     | Sin cambios     |
| México          | Perú            | Rep. Dominicana | Trinidad y Tobago | Uruguay         | -               | -               | -               |
| Crecimiento     | Sin cambios     | Sin cambios     | Sin cambios       | Sin cambios     |                 |                 |                 |
| --------------- | --------------- | --------------- | ----------------- | --------------- | --------------- | --------------- | --------------- |

### Asia / Oceanía
| Zona de Asia/Oceanía | Zona de Asia/Oceanía | Zona de Asia/Oceanía | Zona de Asia/Oceanía | Zona de Asia/Oceanía | Zona de Asia/Oceanía | Zona de Asia/Oceanía | Zona de Asia/Oceanía |
| Grupo I              | Grupo I              | Grupo I              | Grupo I              | Grupo I              | Grupo I              | Grupo I              | Grupo I              |
| China                | China Taipéi         | Corea del Sur        | Hong Kong            | India                | Japón                | Kazajistán           | Tailandia            |
| Sin cambios          | Decrecimiento        | Sin cambios          | Decrecimiento        | Sin cambios          | Crecimiento          | Sin cambios          | Sin cambios          |
| Grupo II             | Grupo II             | Grupo II             | Grupo II             | Grupo II             | Grupo II             | Grupo II             | Grupo II             |
| Baréin               | Filipinas            | Indonesia            | Irán                 | Islas del Pacífico   | Kirguistán           | Líbano               | Malasia              |
| Sin cambios          | Sin cambios          | Crecimiento          | Sin cambios          | Crecimiento          | Sin cambios          | Sin cambios          | Sin cambios          |
| Nueva Zelanda        | Omán                 | Pakistán             | Singapur             | Sri Lanka            | Tayikistán           | Turkmenistán         | Uzbekistán           |
| Sin cambios          | Sin cambios          | Sin cambios          | Sin cambios          | Sin cambios          | Sin cambios          | Sin cambios          | Sin cambios          |
| -------------------- | -------------------- | -------------------- | -------------------- | -------------------- | -------------------- | -------------------- | -------------------- |

### Europa / África
| Zona de Europa / África | Zona de Europa / África | Zona de Europa / África | Zona de Europa / África | Zona de Europa / África | Zona de Europa / África | Zona de Europa / África | Zona de Europa / África |
| Grupo I                 | Grupo I                 | Grupo I                 | Grupo I                 | Grupo I                 | Grupo I                 | Grupo I                 | Grupo I                 |
| Austria                 | Bulgaria                | Croacia                 | Eslovenia               | Estonia                 | Georgia                 | Hungría                 | Letonia                 |
| Decrecimiento           | Sin cambios             | Sin cambios             | Sin cambios             | Sin cambios             | Sin cambios             | Sin cambios             | Crecimiento             |
| Polonia                 | Portugal                | Reino Unido             | Serbia                  | Suecia                  | Turquía                 | -                       | -                       |
| Sin cambios             | Decrecimiento           | Sin cambios             | Sin cambios             | Sin cambios             | Sin cambios             | -                       | -                       |
| Grupo II                | Grupo II                | Grupo II                | Grupo II                | Grupo II                | Grupo II                | Grupo II                | Grupo II                |
| Bosnia y Herzegovina    | Dinamarca               | Egipto                  | Grecia                  | Israel                  | Luxemburgo              | Moldavia                | Noruega                 |
| Sin cambios             | Crecimiento             | Decrecimiento           | Crecimiento             | Sin cambios             | Sin cambios             | Sin cambios             | Decrecimiento           |
| Grupo III               | Grupo III               | Grupo III               | Grupo III               | Grupo III               | Grupo III               | Grupo III               | Grupo III               |
| Argelia                 | Armenia                 | Chipre                  | Finlandia               | Irlanda                 | Islandia                | Kenia                   | Kosovo                  |
| Sin cambios             | Sin cambios             | Sin cambios             | Sin cambios             | Sin cambios             | Sin cambios             | Sin cambios             | Sin cambios             |
| Lituania                | Macedonia               | Madagascar              | Malta                   | Marruecos               | Montenegro              | Sudáfrica               | Túnez                   |
| Sin cambios             | Sin cambios             | Sin cambios             | Sin cambios             | Sin cambios             | Sin cambios             | Crecimiento             | Crecimiento             |
| Uganda                  | -                       | -                       | -                       | -                       | -                       | -                       | -                       |
| Sin cambios             | -                       | -                       | -                       | -                       | -                       | -                       | -                       |
| ----------------------- | ----------------------- | ----------------------- | ----------------------- | ----------------------- | ----------------------- | ----------------------- | ----------------------- |